# Втрачений рай (фільм, 1937)
«Втрачений рай» (груз. «დაკარგული სამოთხე», рос. «Потерянный рай») — грузинський радянський комедійний фільм 1937 року, поставлений режисером Давидом Ронделі.

## Сюжет
80-і роки XIX століття. У одному з грузинських селищ живуть дворяни, що розорилися, — брати Койхосровичі. Старий будиночок, одна пара чобіт на двох, півень і слуга Лазарія — ось усе, що залишилося у братів від колись пишного життя. Єдиний вихід брати бачать в одруженні одного з них, Мікели, на багатій нареченій Пепелі. Але й тут їх спостигає невдача: Пепела кохає молодого Лазарію. Вона вправно обманює нав'язаного їй жениха і з'єднує свою долю з коханим. Невдалий жених знаходить інше джерело існування. Змовившись з попом, він прикидається мертвим, а потім «воскресає» в образі «святого Мікели». Положення «святого» забезпечує йому вірний прибуток. Його брат, Аслан, рятуючись від кредиторів, вимушений поступитися своєю дворянською честю і зайняти місце стражника. Лазарія, переконавшись, що з братів не отримаєш затборгованої за десять років платні, разом з Пепелою йде шукати щастя до міста.

## У ролях
| Актор                    |   | Роль             |   | Дубляж російською |
| ------------------------ | - | ---------------- | - | ----------------- |
| • Дудухана Церодзе       | … | Пепела           | … | Н. Пянтковська    |
| • Бату Кравейшвілі       | … | Лазарія, батрак  | … | Р. Пангов         |
| • Аркадій Хінтібідзе     | … | Мікела, дворянин | … | М. Александрович  |
| • Шалва Бежуашвілі       | … | Аслан, його брат | … | Ю. Боголюбов      |
| • Шалва Джапарідзе       | … | Амбако, сусід    | … | К. Ніколаєв       |
| • Олександр Жоржоліані   | … | Арісто, сват     | … | Ч. Сушкевич       |
| • Володимир Ткешелашвілі | … | Соломон, сват    | … | В. Сез            |
| • Ілля Мампоря           | … | Засіме, піп      | … | А. Тарасов        |
| • Василь Баланчивадзе    | … | дід Антон        | … | А. Кубацький      |
| • Ш. Хонелі              | … | пристав          | … |                   |
| • Георгій Сагарадзе      | … |                  | … |                   |

## Знімальна група
- Автор сценарію — Георгій Мдівані
- Режисер-постановник — Давид Ронделі
- Оператор — Борис Буравльов
- Композитор — Андрій Баланчивадзе
- Звукооператор — Д. Ломідзе
- Монтаж — Є. Габрієль
- Художники-постановники — Давид Какабідзе, Кристесіа Лебанідзе
- Асистенти режисера — А. Мошиашвілі, 3. Харшиладзе
- Директор фільму — Хуцишвілі